# Franciszek Maksymilian Sobieszczański
Franciszek Maksymilian Sobieszczański (ur. 13 października 1814 w Bychawie, zm. 3 czerwca 1878 w Warszawie) – historyk, historyk sztuki, Warszawy, wydawca źródeł, encyklopedysta, cenzor.

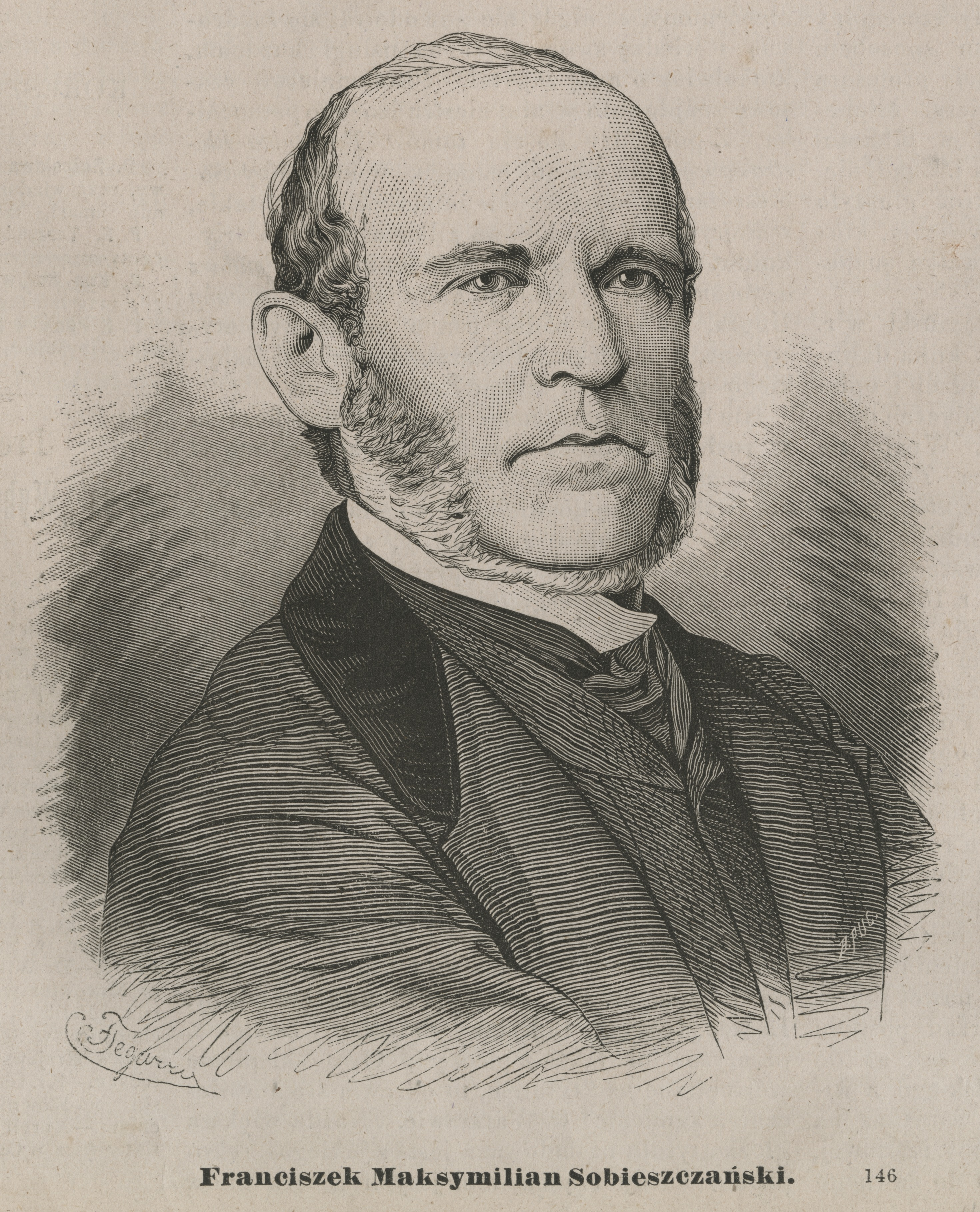
Grafika

## Życiorys
Po ukończeniu szkoły parafialnej w Horochowie na Wołyniu rozpoczął pracę jako uczeń ogrodnika w ogrodzie botanicznym Liceum Krzemienieckiego. W lipcu 1831 przedostał się do Królestwa Polskiego i wstąpił do oddziału powstańczego Samuela Różyckiego. Po upadku powstania przedostał się do Galicji. Pracował w dobrach hr. Tarnowskiego w Dzikowie jako lektor Tarnowskiego, a następnie został kierownikiem biblioteki dzikowskiej.
W 1834 rozpoczął pracę w krakowskiej drukarni Helcla. W latach 1837–1838 podróżował po Niemczech, Francji i Anglii. Po powrocie do Krakowa w sierpniu 1838 został aresztowany i przekazany Rosjanom. Osadzony w Cytadeli Warszawskiej, przyznał się do udziału w powstaniu i zgodził się na współpracę z carską policję w zamian za uwolnienie. W 1839 udał się do Belgii i Francji, aby na zlecenie Rosji śledzić działalność polskich uchodźców. Sporządził m.in. kilka memoriałów o działalności emigracji polskiej we Francji. Po zakończeniu współpracy z carską policją pracował w drukarni w Warszawie. Od 1846 pracował w Komitecie Cenzorskim, od 1854 jako starszy cenzor.
W latach 1857–1861 był redaktorem Kalendarza wydawanego przez Obserwatorium Astronomiczne w Warszawie. Był członkiem komitetu redakcyjnego "Tygodnika Ilustrowanego". Redagował dział geografii, archeologii i bibliografii pisarzy polskich w Encyklopedii Powszechnej Orgelbranda. Jego nazwisko wymienione jest w I tomie z 1859 roku na liście twórców zawartości tej encyklopedii. W 1861 został prezesem Komitetu Cenzorskiego, w latach 1861–1863 był jednocześnie redaktorem „Dziennika Powszechnego”. W ostatnich latach życia zajmował się pracą naukową, publicystyczną i redakcyjną.

## Poglądy
Jako historyk był samoukiem. Uważał, że poznanie historyczne na charakter empiryczny, oparte jest bowiem na badaniach naukowych (przeciwstawiał się intuicjonizmowi historycznemu). Postulował wykorzystanie w badaniach archeologicznych metod nauk przyrodniczych, uważał, że archeolog powinien rekonstruować całość na podstawie zachowanych szczątków. Na podstawie zabytków archeologicznych doszedł do wniosku, że wszystkie ważniejsze grody Polski, Rusi, Czech i Pomorza istniały jeszcze przed chrześcijaństwem. Zajmował się historią sztuki; jego dwutomowa monografia Wiadomości historyczne o sztukach pięknych w dawnej Polsce (1847–1849) uchodzi za pierwszą syntezę historii sztuki polskiej.

## Dzieła
- Badania archeologiczne o stanie sztuki i przemyśle na ziemiach Słowiańskich przed chrześcijaństwem;
- Wycieczka archeologiczna w niektóre strony guberni radomskiej odbyta we wrześniu 1851 roku, 1852;
- O życiu i sprawach Krzysztofa z Arciszewa Arciszewskiego, 1850[2];
- Rys historyczno-statystyczny wzrostu i stanu miasta Warszawy, 1848[3];
- Wiadomości historyczne o sztukach pięknych w dawnej Polsce, 1847-1849[4][5];
- Encyklopedia ogólna wiedzy ludzkiej, red. nacz. 1872-1877.